# Festival de Cannes 1973
La vingt-sixième édition du Festival de Cannes a lieu du 10 au 25 mai 1973 et se déroule au Palais des Festivals dit Palais Croisette, 50 du boulevard de la Croisette. De 1964 à 1974, le Grand Prix du Festival international du Film est rétabli, la Palme d'or n'est plus décernée.

## Déroulement et faits marquants
Le festival 1973 est notamment marqué par la polémique qui entoure le film La Grande Bouffe, réalisé par Marco Ferreri. Le film est violemment contesté par une partie de la critique et des spectateurs, et défendu de manière tout aussi virulente par d'autres ; il remporte finalement le Prix de la critique internationale. Le « scandale » autour de La Grande Bouffe contribue à la notoriété du film, qui remporte un succès commercial dans les salles françaises,.

## Jurys

### Compétition
- Présidente du jury : Ingrid Bergman, comédienne
- Bolesław Michałek, critique
- François Nourissier, écrivain
- Jean Delannoy, réalisateur
- Lawrence Durrell, écrivain
- Leo Pestelli, journaliste
- Robert Rojdestvenski, écrivain
- Rodolfo Echeverria, producteur
- Sydney Pollack, réalisateur

### Courts métrages
- Président du jury : Robert Enrico, réalisateur
- Alexandre Marin
- Samuel Lachize, critique

## Sélections

### Sélection officielle

#### Compétition
La sélection officielle en compétition se compose de 24 films :
| Film | Réalisateur                | Pays             |
| --- | -------------------------- | ---------------- |
| Le Vœu (A Promessa) | António de Macedo          | Portugal         |
| Anna et les Loups (Ana y los lobos)                                                                                         | Carlos Saura               | Espagne          |
| Belle | André Delvaux              | Belgique         |
| Les Grands Patrons (Bisturi, la mafia bianca)                                                                               | Luigi Zampa                | Italie           |
| Electra Glide in Blue | James William Guercio (en) | États-Unis       |
| Film d'amour et d'anarchie (Film d'amore e d'anarchia)                                                                      | Lina Wertmüller            | Italie           |
| Godspell | David Greene               | États-Unis       |
| Jeremy | Arthur Barron              | États-Unis       |
| L'Invitation | Claude Goretta             | Suisse           |
| La Grande Bouffe | Marco Ferreri              | France           |
| La Maman et la Putain | Jean Eustache              | France           |
| La Mort d'un bûcheron | Gilles Carle               | Canada           |
| L'Autre Image (La otra imagen)                                                                                              | Antoni Ribas               | Espagne          |
| La Planète sauvage | René Laloux                | France           |
| Le Far West | Jacques Brel               | Belgique         |
| Le Meilleur des mondes possible (O Lucky Man!)                                                                              | Lindsay Anderson           | Royaume-Uni      |
| Petöfi '73 | Ferenc Kardos              | Hongrie          |
| La Clepsydre (Sanatorium pod Klepsydrą)                                                                                     | Wojciech Has               | Pologne          |
| L'Épouvantail (Scarecrow)                                                                                                   | Jerry Schatzberg           | États-Unis       |
| De l'influence des rayons gamma sur le comportement des marguerites (The Effect of Gamma Rays on Man-in-the-Moon Marigolds) | Paul Newman                | États-Unis       |
| La Méprise (The Hireling)                                                                                                   | Alan Bridges               | Royaume-Uni      |
| Un Hamlet de moins (Un Amleto di meno)                                                                                      | Carmelo Bene               | Italie           |
| Un monologue (Monolog) | Ylia Averbakh              | Union soviétique |
| Nous voulons les colonels (Vogliamo i colonelli)                                                                            | Mario Monicelli            | Italie           |

#### Hors compétition
14 films sont présentés hors compétition :
- Maison de poupée (A Doll's House) de Joseph Losey
- Future Shock d'Alexander Grasshoff
- L'Impossible Objet (Story of a Love Story) de John Frankenheimer
- La Nuit américaine de François Truffaut
- Lady Sings the Blues de Sidney J. Furie
- Lo Païs de Gérard Guérin
- Olivier Messiaen et les Oiseaux de Michel Fano et Denise Tual
- Picasso, peintre du siècle de Lauro Venturi
- Swastika de Philippe Mora
- La Montagne sacrée (La montaña sagrada) d'Alejandro Jodorowsky
- Visions of Eight de Jim Clark, Miloš Forman, Kon Ichikawa, Claude Lelouch, Iouri Ozerov, Arthur Penn, Michael Pfleghar, John Schlesinger et Mai Zetterling
- Cris et Chuchotements (Viskningar och rop) d'Ingmar Bergman
- Wattstax de Mel Stuart
- We Can't Go Home Again de Nicholas Ray

### Quinzaine des réalisateurs

#### Longs métrages
La sélection officielle des longs métrages de la Quinzaine des réalisateurs se compose de 28 films.
- Aguirre, la colère de Dieu (Aguirre, der Zorn Gottes) de Werner Herzog
- Le Moineau (El asfour) de Youssef Chahine
- Bel ordure de Jean Marbœuf
- Desaster de Reinhard Hauff
- Drustvena igra de Srđan Karanović
- El cambio d'Alfredo Joskowicz
- Farlige kys de Henrik Stangerup
- Fotografia de Pál Zolnay
- Leçons d'histoire (Geschichtsunterricht) de Jean-Marie Straub et Danièle Huillet
- Hannibal de Xavier Koller
- Jours de 36 (Méres tou 36) de Theo Angelopoulos
- Coups d'État (Kaigen rei) de Yoshishige Yoshida
- La città del sole de Gianni Amelio
- La villegiatura de Marco Leto
- La Vie en jeu (La vita in gioco) de Gianfranco Mingozzi
- Le Sourire vertical de Robert Lapoujade
- Métamorphose du chef de la police politique (Metamorfosis del jefe de la policía política) de Helvio Soto
- Payday de Daryl Duke
- Pas de violence entre nous (Quem é beta?) de Nelson Pereira dos Santos
- Réjeanne Padovani de Denys Arcand
- Some Call It Loving de James B. Harris
- Le soleil se lève une fois par jour (Slonce wschodzi raz na dzien) de Henryk Kluba
- Toute nudité sera châtiée (Toda Nudez Será Castigada) d'Arnaldo Jabor
- Touki Bouki de Djibril Diop Mambety
- The Triple Echo de Michael Apted
- Une saison dans la vie d'Emmanuel de Claude Weisz
- Wedding in White de Bill Fruet
- Zwartziek de Jacob Bijl

#### Courts métrages
- Ein Leben de Herbert Schramm
- El hombre que va a misa de Bernardo Borenholtz
- Ermitage de Carmelo Bene
- Fil à fil de Christian Paureilhe
- Grey City de Farshid Mesghali
- Introduction à la "Musique d'accompagnement d'une scène pour une scène de film" d'Arnold Schoenberg de Jean-Marie Straub et Danièle Huillet
- La Version originelle de Paul Dopff
- Le Lapin chasseur de Thomas Lehestre
- Le Soldat et les trois sœurs de Pascal Aubier
- Le Travail du comédien d'Atahualpa Lichy
- Le Ventriloque de Carmelo Bene
- L'Audition de Jean-François Dion
- Moc de Vlatko Gilic
- Pourquoi de Jean-Denis Berenbaum
- Rendez-vous romantique de Michka Gorki
- Simplexes de Claude Huhardeaux
- Take Off de Gunvor Nelson
- Zastave de Zoran Jovanović

### Perspectives du cinéma français

#### Longs métrages
- George qui ? de Michèle Rosier
- Home Sweet Home de Liliane De Kermadec
- L'Accalmie d'Alain Magrou
- Du côté d'Orouët de Jacques Rozier
- L'Ecole sauvage d'Adam Pianko et Costa Natsis
- L'Inde au féminin de François Chardeaux
- L'Italien des Roses de Charles Matton
- L'Étrangleur de Paul Vecchiali

### Semaine de la critique
- Le Charbonnier de Mohamed Bouamari  Algérie
- L'Eau était si claire (Gaki zoshi) de Yōichi Takabayashi  Japon
- Ganja & Hess de Bill Gunn  États-Unis
- Kashima Paradise de Yann Le Masson et Bénie Deswarte  France
- Ya no basta con rezar d'Aldo Francia  Chili
- Vivre ensemble d'Anna Karina  France
- Non ho tempo d'Ansano Giannarelli  Italie
- Les Noces de Pierre (Nunta de piatră) de Mircea Veroiu et Dan Pita  Roumanie

## Palmarès
- Palme d'or (ex æquo) : L'Épouvantail (Scarecrow) de Jerry Schatzberg et La Méprise (The Hireling) d'Alan Bridges
- Grand Prix Spécial du Jury : La Maman et la Putain de Jean Eustache
- Prix d'interprétation masculine : Giancarlo Giannini dans Film d'amour et d'anarchie (Film d'amore e d'anarchia) de Lina Wertmüller
- Prix d'interprétation féminine : Joanne Woodward dans De l'influence des rayons gamma sur le comportement des marguerites (The Effect of Gamma Rays on Man-in-the-Moon Marigolds) de Paul Newman
- Prix du jury (ex æquo) : La Clepsydre (Sanatorium pod Klepsydrą) de Wojciech Has et L'invitation de Claude Goretta
- Prix spécial : La Planète sauvage de René Laloux
- Grand Prix du court-métrage : Balablok de Břetislav Pojar